# 하이브리드 전기차

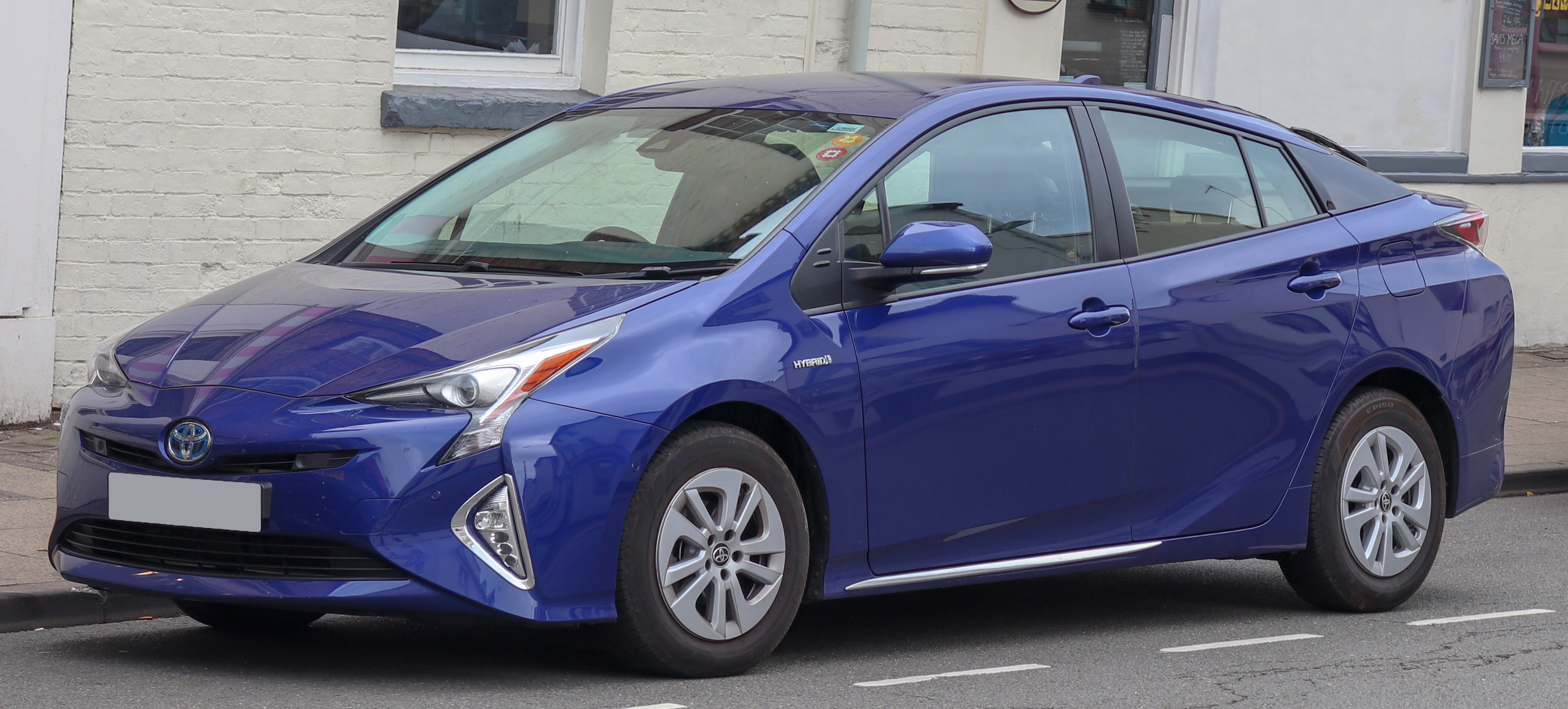
토요타 프리우스

하이브리드 전기차(Hybrid electric vehicle, HEV), 하이브리드 전기차량, 하이브리드 전기자동차, 하이브리드 전기 운송 장비는 전통적인 내연기관(ICE) 시스템과 전기 추진 시스템을 합친 하이브리드 차량의 일종이다. 일본 토요타 자동차가 먼저 개발한 전기파워트레인은 석유를 사용하는 차보다 더 나은 연비를 가능케 하고 더 나은 성능을 내기 위해 고안된 것이다. 전기차(EV)가 다양한 것처럼 HEV 종류는 기능별로 다양하다. 가장 흔한 형태의 HEV는 하이브리드 전기차이지만 하이브리드 전기 트럭(픽업, 트랙터), 버스, 보트, 항공기도 존재한다.

## 같이 보기
- 전기차량
- 플러그인 하이브리드